# Johann V. (Gützkow)
Johann V. von Gützkow († 25. Oktober 1351 auf dem Schoppendamm bei Loitz) war ein Graf von Gützkow.

## Forschungsgeschichte
Die Abgrenzung der einzelnen Gützkower Grafen mit Namen Johann ist ebenso schwierig, wie dies bei ihren Verwandten namens Jaczo der Fall ist. Von der ursprünglichen Annahme, es gebe vier gleichnamige Gützkower Grafen Jaczo, konnte die Forschung auf drei oder ggf. zwei Personen reduzieren. Bei den Gützkower Grafen Johann ist Theodor Pyl von fünf gleichnamigen ausgegangen, Roderich Schmidt hat zumindest in seiner knappen Abhandlung nur drei erwähnt, während Detlev Schwennicke von sechs zu unterscheidenden Grafen Johann von Gützkow ausging. Hinzu kommt, dass auch die gleichnamigen Burgmannen von Wieck vor Gützkow zumindest einen Angehörigen namens Johann von Gützkow hatten, der zu Beginn des 14. Jahrhunderts urkundlich auftrat.
Als gesichert und unstrittig gilt, dass Graf Johann V. von Gützkow († 1351) ein Neffe des Grafen Johann von Gützkow war, welcher das Jahr 1334 überlebte. Es ist also weniger eine Frage der generationsmäßigen Einordnung, als vielmehr danach, wem der Vorautoren in der Aussage zu folgen ist, welcher der beiden gräflichen Brüder Johanns III. und Johann (Henning) IV. im Jahre 1334 verstarb. Dieser ist dann wiederum übereinstimmend als Vater Johanns V. anzusehen. Weiterhin soll Johann V. am Tag seiner Vermählung die Pommern in der Entscheidungsschlacht des zweiten rügischen Erbfolgekriegs zum Sieg geführt und dabei den Tod gefunden haben. Der Leichnam des gefallenen Grafen soll ebenfalls übereinstimmend nach Greifswald überführt und hier in der Familiengruft beigesetzt worden sein.

## Urkundliches Auftreten
Am 24. September 1348 nahm Johannes iunior, Dei gracia comes de gutzek von den Greifswalder Bürgern und Brüdern Heinrich und Hermann Schöpplenberg ein Darlehen entgegen und überließ diesen im Gegenzug pfandweise einen Betrag aus der jährlichen Hebung der Bede von acht Hufen des Dorfes Weitenhagen.
Am 28. September 1348 verkaufte Johannes, Dei gracia comes de Gutzecowe iunior im Konsens mit seinem Oheim Johannis senioris, comitis de Gutzecowe in Greifswald dem Greifswalder Ratsherrn Eberhard Walen und dessen Erben für 333 Mark, 5 Schilling und 4 Pfennig sein Eigentum von 10 Hufen des Dorfes Müssow.
Am 11. Dezember 1349 verkaufte Johannes iunior, Dei gracia comes de Gutzecow erneut im Konsens mit seinem Oheim Johannis senioris, comitis de Gutzecowe in Greifswald mit dem Recht zur Wiedereinlösung innerhalb von zwei Jahren noch einmal 20 Mark aus der jährlichen Hebung der Bede von 10 Hufen des Dorfes Müssow an Eberhard Walen und dessen Erben.

## Familie
Graf Johann V. soll am Tage seiner Hochzeit mit Gese von Putbus, Tochter eines Stoislaw, also am 25. Oktober 1351, gefallen sein. Da hierin weitgehender Konsens besteht, werden ihm auch von keinem Autor Nachfahren unterstellt. Strittig hingegen ist seine familiäre Stellung zu Elizabeth et Mechtildis, sorores, comitisse de Gutzecow, beide urkundlich genannt am 4. April 1378. Während Pyl beide als seine Schwestern sah, erkannten Hoffmann und Schmidt in ihnen seine Mutter und Tante, während Rymar und Schwenicke wiederum in beiden seine Großbasen, Enkelinnen seines Oheims Johannis senioris, comitis de Gutzecowe und Töchter eines Grafen Johann VI. von Gützkow.

## Literarische Rezeption
Der Schlachtentod Johanns von Gützkow lieferte den Stoff für mehrere Balladendichtungen, z. B. von Eduard Hellmut Freyberg, Wilhelm Meinhold, Hermann Finelius, Otto Vogel
G. Karow und
Hermann Ploetz.
In Prosa behandelte das Thema Theodor Pyl.